# Зміячка рожева
Зміячка рожева, скорзонера рожева (Scorzonera rosea) — вид квіткових рослин з родини айстрових (Asteraceae).

## Біоморфологічна характеристика
Це багаторічна рослина 15—55 см. Стебло пряме чи висхідне, завжди з 1 кошиком, тільки знизу облистнене. Листки плоскі, 10–30 × 3–7 мм, ланцетні до лінійно-ланцетні, голі. Кошик великий, до 50 мм завдовжки. Обгортка 20—30 мм завдовжки. Квітки до 5 см в діаметрі, блідо-рожеві; крайові — вдвічі довші за обгортку. Сім'янки ребристі, 15 мм завдовжки, з пір'ястим пушком. Період цвітіння: червень — серпень.

## Поширення
Вид росте в Європі: Албанія, Австрія, Болгарія, Словаччина, Греція, Італія, Польща, Румунія, Україна, Боснія і Герцеговина, Чорногорія, Хорватія, Македонія, Словенія, Сербія.
В Україні росте на альпійських і субальпійських луках, у світлих лісах і серед чагарників – у Карпатах, звичайний.